# David James Thouless
David James Thouless (Bearsden, Škotska, 21. rujna 1934. – Cambridge, 6. travnja 2019.), britanski fizičar. Diplomirao (1955.) na Sveučilištu u Cambridgeu, doktorirao (1958.) na Sveučilištu Cornell u Ithaci (SAD). Radio je na Sveučilištu u Birminghamdu (od 1959. do 1961. i od 1965. do 1978.), na Sveučilištu u Cambridgeu (od 1961. do 1965.), Sveučilištu Yale u SAD-u (od 1979. do 1980.), Sveučilištu Washington u Seattleu u SAD-u (od 1980. do 2003.). Bavio se suprafluidnošću i faznim prijelazima dvodimenzionalnih materijala. Topološki opisao fazni prijelaz nestajanja parova vrtloga u suprafluidu s povećanjem temperature (Kosterlitz-Thoulesseov prijelaz), topološki objasnio kvantni Hallov učinak kad se vodljivi sloj nalazi između dvaju poluvodiča na temperaturi bliskoj apsolutnoj nuli. Za teorijsko otkriće topoloških faznih prijelaza i topoloških faza tvari s D. Haldaneom i J. M. Kosterlitzom dobio Nobelovu nagradu za fiziku (2016.). Bio je član Kraljevskog društva (eng. Royal Society) od 1979.